# Fomalhaut

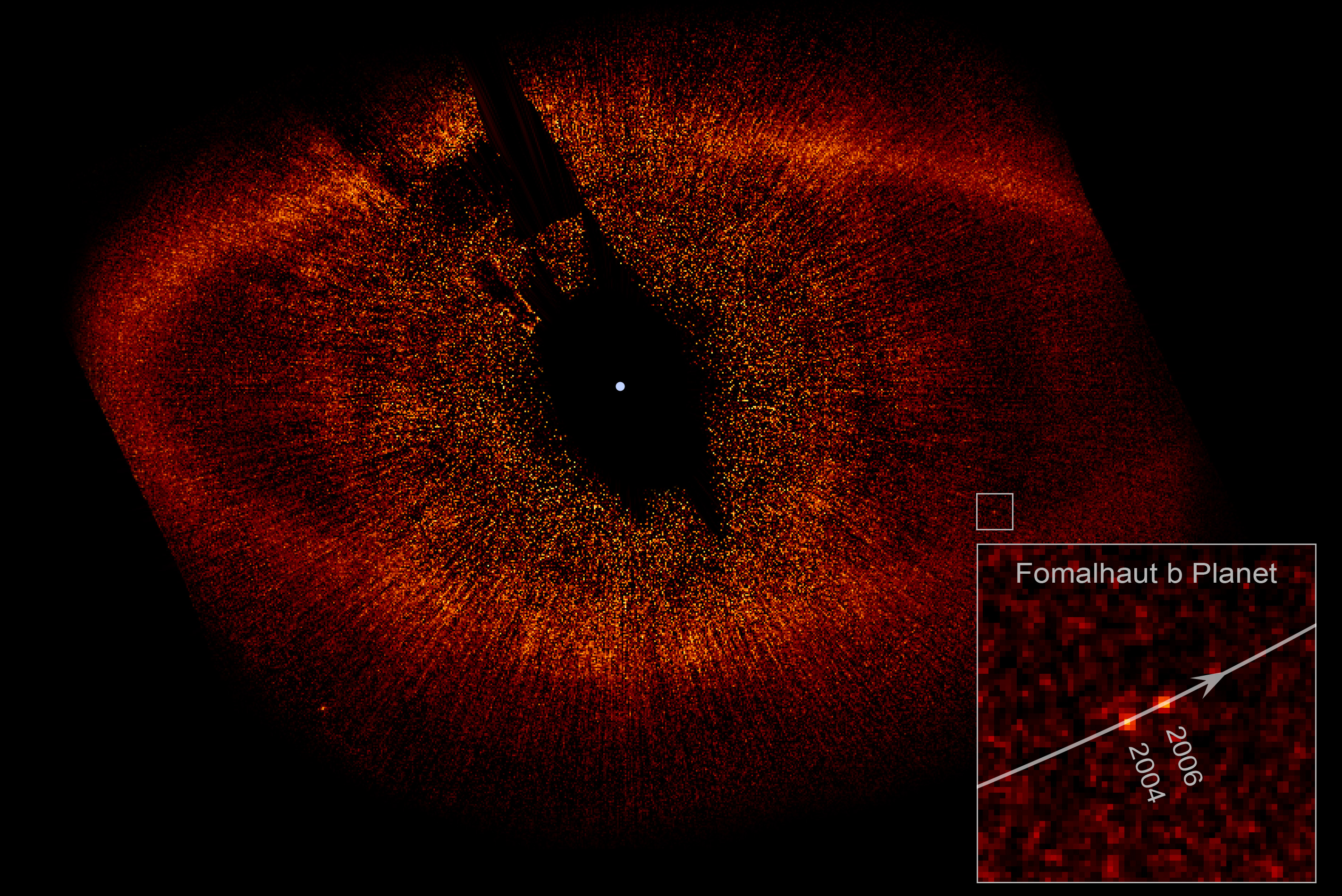
A Fomalhaut csillag az őt körülvevő porkoronggal
(a kép jobb szélén kinagyítva a Fomalhaut b exobolygó)

Fomalhaut (α Piscis Austrini, arab eredetű nevének jelentése: a hal szája, فم الحوت  IPA: fam al-ħūt (al-janūbī)) a Déli Hal csillagkép legfényesebb és egyúttal az égbolt tizenhetedik legfényesebb csillaga.
Bár színképe szerint fehér csillag, az északi féltekén élők számára sokszor vörösesnek tűnik, ami alacsony horizont fölötti magasságának és a szennyezett légkör hatásának tudható be.
A csillag körül keringő Fomalhaut b exobolygó volt az első, amit a Hubble űrtávcsővel közvetlenül, látható fényben fedeztek fel, 2008-ban.
Kettőscsillagnak gondolták, de egy 2013-as közlés szerint hármascsillagról van szó. Asztrometrikus és spektroszkópos mérések elemzése alapján a csillagászok meg tudták határozni a sajátmozgását, hőmérsékletét, távolságát és radiális sebességét. Az eddig LP 876-10 névvel azonosított csillag a Fomalhaut-rendszer része, így megnevezése Fomalhaut C. A Fomalhaut C egy vörös törpe, a fényes Fomalhaut A csillagtól a Földről nézve 5,5 fok távolságban látszik (ez a látszólag nagy távolság a Fomalhaut közelsége miatt van - ami 25 fényév - ezért nem merült fel eddig, hogy ez a csillag is a rendszerhez tartozik).

## Története
A korai arabok Al Difdi al Awwal („az első béka”) néven ismerték, mivel az Al Difdi al Thani (Diphda, Deneb Kaitos), vagyis „a második béka” előtt halad az égen.
Camille Flammarion, a 19. századi francia csillagász és ismeretterjesztő állítása szerint a Fomalhaut neve Perzsiában i. e. 3000 körül „Hasztorang” volt, és ez a csillag egyike volt a négy királyi csillagnak, amik a mennyországot őrizték (a másik három királyi csillag: Regulus, Aldebaran és Antares).
Feltételezések szerint i. e. 500 körül a Fomalhaut volt a napfelkeltéhez kapcsolódó vallási szertartás alanya Démétér templomában, Eleusziszban.

## Kor
A Fomalhaut viszonylag fiatal csillag, 200-300 millió éve keletkezhetett, feltételezett élettartama rövid, mintegy 1 milliárd év. Felszíni hőmérséklete 8500 kelvin. A Naphoz viszonyított tömege 2,3, fényessége 15, átmérője 1,7.

## Megjelenése a kultúrában
Megemlítik a következő ismertebb szerzők sci-fi regényeikben: Isaac Asimov, Stanislaw Lem, Philip K. Dick és Frank Herbert.

## Fordítás
- Ez a szócikk részben vagy egészben  a   Fomalhaut című angol Wikipédia-szócikk fordításán alapul.  Az eredeti cikk szerkesztőit annak laptörténete sorolja fel. Ez a jelzés csupán a megfogalmazás eredetét és a szerzői jogokat jelzi, nem szolgál a cikkben szereplő információk forrásmegjelöléseként.